# Kupellonura flexibilis
Kupellonura flexibilis är en kräftdjursart som först beskrevs av Fedor Aleksandrovich Pasternak 1982.  Kupellonura flexibilis ingår i släktet Kupellonura och familjen Hyssuridae. Inga underarter finns listade i Catalogue of Life.